# Radnice v Božím Daru
Střed obce Boží Dar tvoří renesanční náměstí obdélníkového tvaru, do jehož rohů ústí vždy dvojice ulic. Dominantní budovou tohoto prostranství a druhou nejvýznačnější budovou obce (po farním kostelu sv. Anny) je budova radnice Boží Dar čp. 1.

## Historie
Starší zástavba v obci podlehla požáru 4. května 1808. Shořely 104 domy, včetně staré radnice, fary a školy. Budova radnice byla postavena v pozdním klasicistním stylu v letech 1844–1845 na místě staršího objektu. Areál radnice je složen ze samotné budovy radnice, dvou bran a přilehlého přízemního objektu. V přízemí radnice sídlí městský úřad a místní knihovna.
Budova byla prohlášena kulturní památkou, památkově je chráněna od roku 1964.

## Popis
Budova radnice má obdélný půdorys. Jedná se o patrovou stavbu, která je zakončena valbovou eternitovou střechou, na níž je umístěna výrazná osmiboká věžička zakončená kopulkou. Průčelí budovy dominuje vstupní portál s předsíňkou, který je trojúhelníkovitě zakončen. Po levé straně budovy je zachovaná vjezdová brána do dvora a po jejím pravém boku je dochována další vjezdová brána.

## Fotogalerie

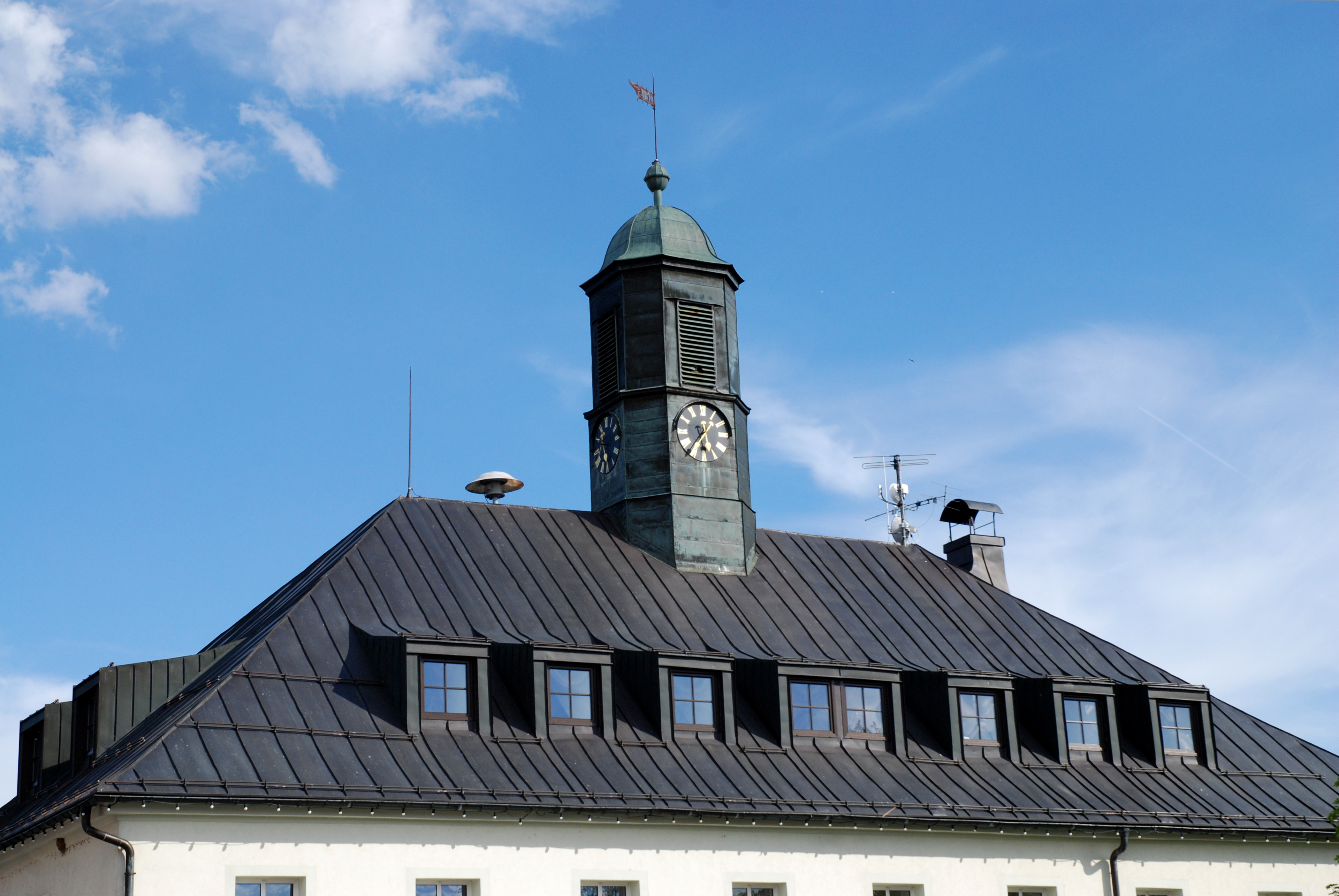
Střecha radnice
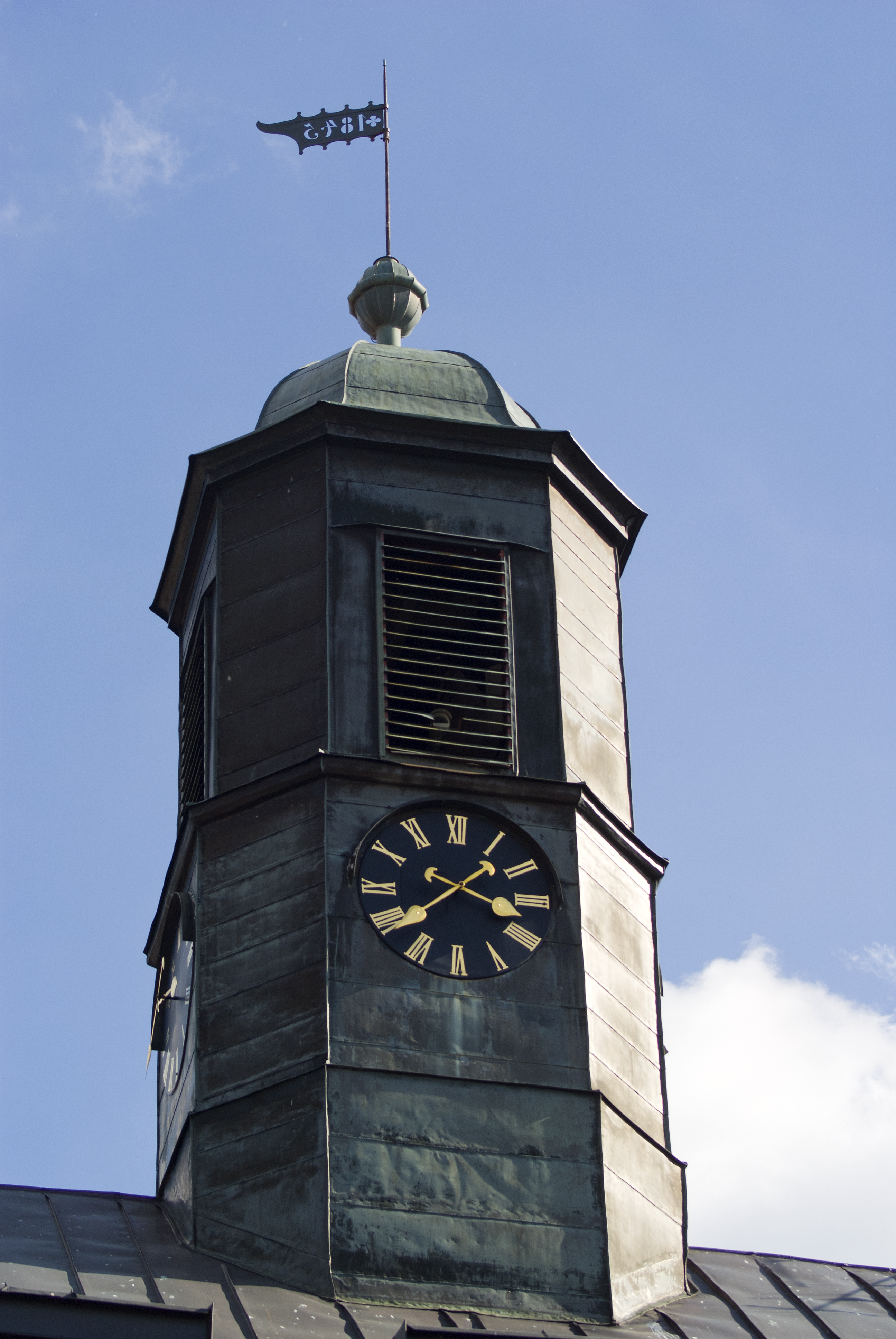
Věž radnice s hodinami
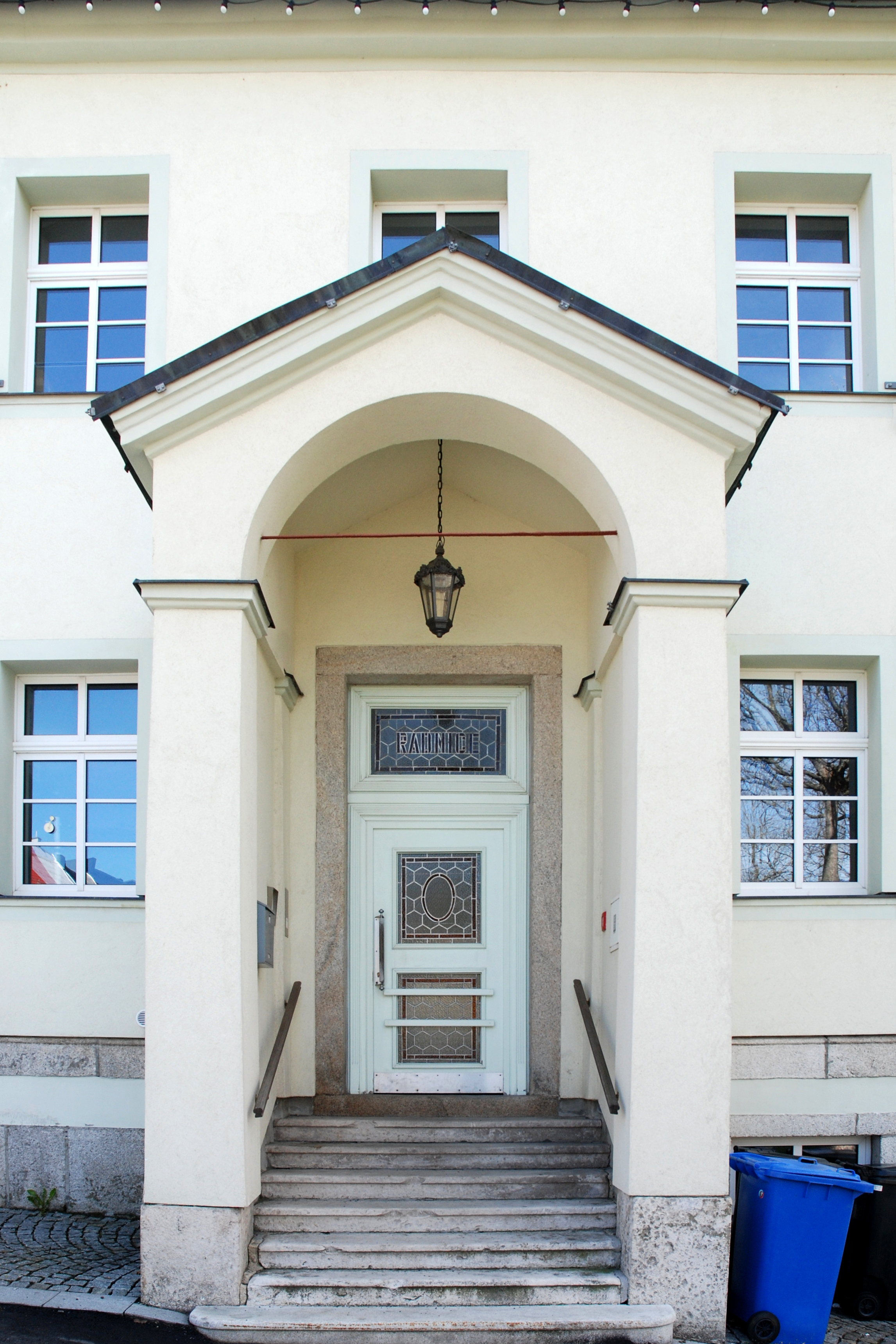
Vstup do radnice
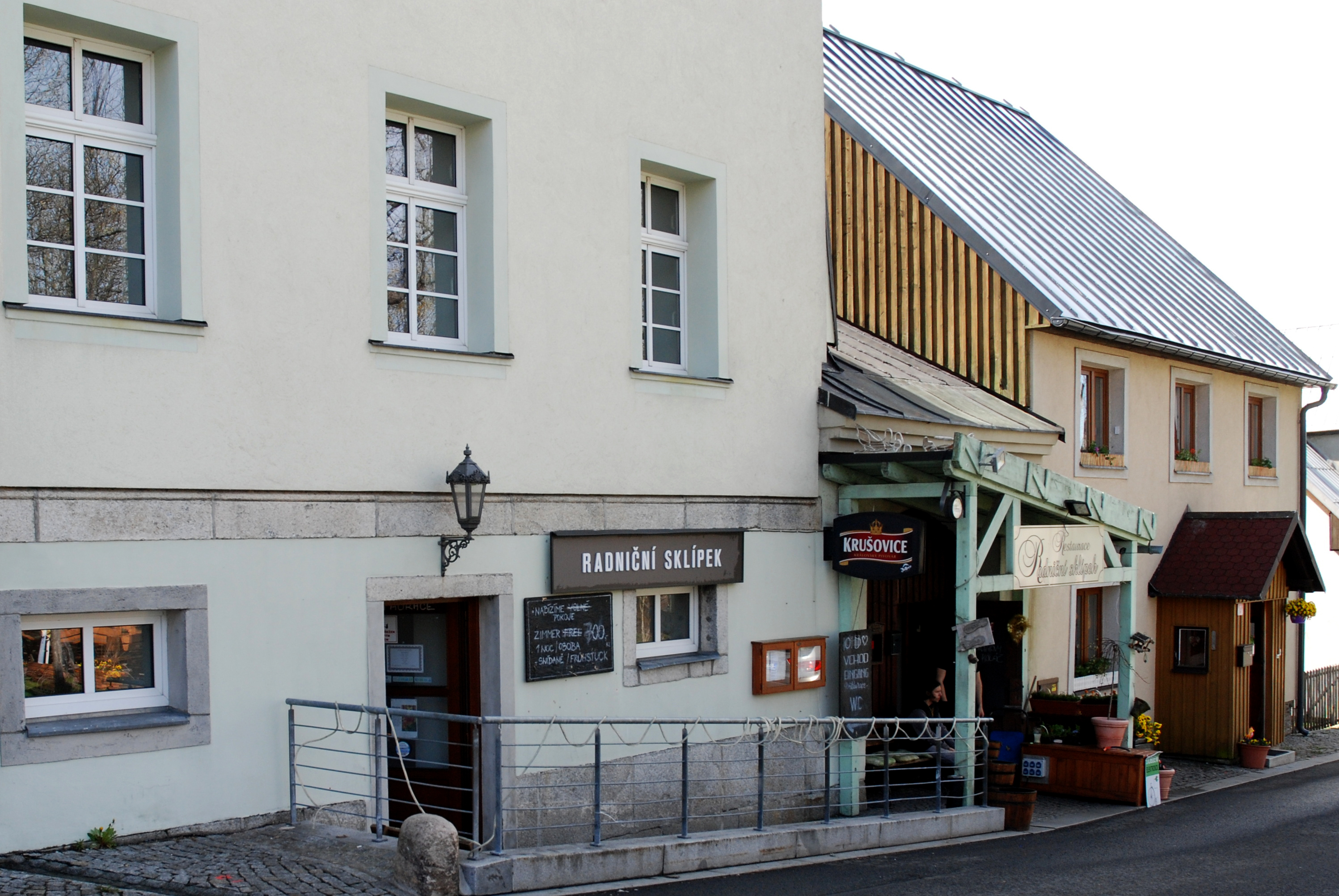
Radniční sklípek